# Московский договор (РСФСР — Грузия, 1920)
Московский договор между РСФСР и Грузией (груз. მოსკოვის ხელშეკრულება, Moskovis khelshekruleba) был подписан в Москве 7 мая 1920 года и де-юре гарантировал Грузии независимость в обмен на обещание не давать убежища войскам сил, враждебных РСФСР.

## Предыстория
Грузинская Демократическая Республика, возглавляемая социал-демократической меньшевистской партией, отделилась от Закавказской Республики 26 мая 1918 года. В тот момент республика не была формально признана советской властью, но сумела получить фактическое признание суверенитета от белого движения и стран Антанты, а также до Компьенского перемирия Германией.
После провалившегося большевистского переворота в Тбилиси в 1920 году, а также неудачных попыток частей Красной Армии пробиться в Грузию в начале мая того же года, ленинское правительство согласилось подписать с Грузией договор и де юре признать её независимость. В обмен меньшевики формально пообещали не давать убежища представителям любых сил, враждебных Советской России. Многие грузинские политики, включая министра иностранных дел Евгения Гегечкори, посчитали этот пункт договора посягательством на суверенитет страны и настаивали на отказе от поставленных Советской Россией условий. Однако премьер-министр Ной Жордания, стремившийся к международному признанию Грузии, согласился на эти условия. Договор был подписан 7 мая 1920 года в Москве Григорием Уратадзе со стороны Грузии и Львом Караханом со стороны РСФСР.

## Условия
Согласно договору РСФСР безоговорочно признавала независимость Грузии и отказывалась от любого вмешательства во внутренние дела Грузии, а также устанавливалась российско-грузинская граница и территории, которые признавались безусловно входящими в состав Грузинского Государства (часть Черноморской губернии, Тифлисская губерния, Кутаисская губерния, Батумская область, Сухумский и Закатальский округа. 

- Статья I.

Исходя из провозглашенного Российской Социалистической Федеративной Советской Республикой права всех народов на самоопределение вплоть до полного отделения от государства, в состав которого они входят, Россия безоговорочно признает независимость и самостоятельность Грузинского Государства отказывается добровольно от всяких суверенных прав, кои принадлежали России в отношении к грузинскому народу и земле.
- Статья II.

Исходя из провозглашенных в предшествующей статье 1 настоящего договора принципов, Россия обязуется отказаться от всякого рода вмешательства во внутренние дела Грузии.
- Статья III.

1. Государственная граница между Грузией и Россией проходит от Черного моря по реке Псоу до горы Ахахча, через гору Ахахча и гору Агапет и по северной границе бывших губерний Черноморской, Кутаисской и Тифлисской до Закатальского округа и по восточной границе этого округа до границы с Арменией.
2. Все перевалы на означенной пограничной линии до 1 января 1922 года признаются нейтральными. Они не могут быть занимаемы войсками из обеих договаривающихся сторон и не могут быть ни одной из них укрепляемы.
3. На Дарьяльском перевале указанная в пункте 2 настоящей статьи нейтрализация будет распространена на протяжении перевала от Балты до Коби, на Мамисонском перевале от Зарамага до Они, а на всех прочих перевалах на пятиверстное в обе стороны от пункта прохождения границы расстояние.
4. Точное проведение государственной границы между обеими договаривающимися сторонами будет произведено особой смешанной пограничной комиссией с одинаковым числом членов от обеих сторон. Результаты работы этой комиссии будут закреплены в особом договоре между обеими договаривающимися сторонами.
- Статья IV.

1. Россия обязуется признать безусловно входящими в состав Грузинского Государства, кроме отходящих к Грузии в силу пункта 1 Статьи III настоящего договора частей Черноморской губернии, нижеследующие губернии и области бывшей Российской империи – Тифлисскую, Кутаисскую и Батумскую со всеми уездами и округами, составляющими означенные губернии и области, а также округа Закатальский и Сухумский.

2. Впоследствии, по мере выяснения взаимоотношений между Грузией и другими кроме России государственными образованиями, существующими или имеющими создаться и сопредельными с Грузией по другим границам, чем та, которая описана в предшествующей статье III настоящего договора, Россия выражает готовность признать входящими в состав Грузии те или иные части бывшего Кавказского Наместничества, которые отойдут к ней на основании заключенных с этими образованиями договоров.
В свою очередь Грузия обязалась разоружать, интернировать и выдавать Москве любые вооружённые формирования, враждебные советской власти. В секретном дополнении к договору, меньшевики пошли на ещё большие уступки, позволив местному отделению большевистской партии России свободно работать в Грузии.

Грузия гарантирует право коммунистической партии на существование и свободную работу … и в частности её право на свободу собраний и печати, включая доступ к органам прессы.

## Последствия
Согласно свидетельству главного комиссара Великобритании Оливера Уордропа, несмотря на то, что меньшевики пребывали в эйфории и считали договор дипломатическим успехом Грузии, общественное мнение страны осуждало его как «завуалированное подчинение России». Парламентская оппозиция, в особенности национал-демократы, подвергла правительство жёсткой критике за уступки Москве. Тем не менее, Московский договор оказался полезным для Грузии в краткосрочной перспективе, поскольку он подтолкнул колебавшихся до этого союзников, а также правительства некоторых других стран, к признанию независимости Грузии 24 января 1921 года.
Однако Московский договор не разрешил противоречий между Советской Россией и Грузией. И хотя РСФСР признала независимость Грузии, многие высокопоставленные члены советского руководства, в частности Киров и Орджоникидзе, требовали и планировали «советизацию» Грузии. Для них договор откладывал проблему Грузии до конца тяжёлой войны с Польшей.
Выполняя договор, грузинское правительство выпустило большую часть большевиков из тюрьмы. Они быстро организовали формально независимую Коммунистическую партию Грузии, которая под руководством Кавказского бюро РКП(б) начала подпольную кампанию против правительства меньшевиков, из-за чего они были снова арестованы энергичным министром внутренних дел Ноем Рамишвили. Полномочный посол РСФСР Сергей Киров протестовал против этого решения и обменялся несколькими жёсткими нотами с Евгением Гегечкори. Этот так и неразрешённый спор был использован советской пропагандой против меньшевистского правительства, обвинённого Москвой в репрессиях против коммунистов, препятствиях свободному проходу конвоев в Армению, а также поддержке антисоветских восстаний на Северном Кавказе. В свою очередь, Грузия обвинила РСФСР в подготовке антиправительственных восстаний в различных регионах страны, в особенности среди этнических меньшинств, таких как абхазы и осетины, и провокациях на границе с Азербайджанской ССР.
После девяти месяцев хрупкого мира и крайне жестокого подавления меньшевистским правительством Грузии восстания в цхинвальском регионе, провозгласившего там Советскую власть, в феврале 1921 года началась Советско-грузинская война. Красная Армия, 16 февраля 1921 года, вторглась в Грузию, заняв Красный мост через реку Храми и село Шулаверы. В селе Шулаверы вторгшиеся большевики провозгласили ГССР.
В современной Грузии проводились параллели между русско-грузинской дипломатией 1920 года и 2000-ми годами. В ответ на заявления нескольких высокопоставленных российских дипломатов о том, что Россия хотела бы видеть Грузию «суверенной, нейтральной и дружественной страной», а не членом военных альянсов вроде НАТО, 25 октября 2007 года президент Грузии Михаил Саакашвили сказал, что для Грузии нейтралитет невозможен, потому что «В 1920 году Грузия подписала с большевистской Россией соглашение о своём нейтралитете и через шесть месяцев Грузия была оккупирована».